# Макарово (Саратовская область)
Макарово — село в Ртищевском районе Саратовской области РФ, административный центр одноимённого муниципального образования.

## Этимология
Одна из версий образования села Макарова заключается в том, что на месте, где сейчас располагается село, росли непроходимые леса. Через лес проходил тракт на Тамбов, по которому купцы возили свои товары в город. Люди опасались проезжать этим местом, которое вскоре стало называться Макаровым местом. Вероятно, со временем, Макар и его разбойники обзавелись семьями, хозяйством и обосновали своё поселение, которое и стало селом Макарово.
По другой версии первым поселенцем в этих местах был человек по имени Макар. Первые дома, видимо были построены в защищённых от сильных ветров месте, где есть источники воды и хорошая земля для земледелия. Таким местом могла быть нынешняя улица Октябрьская. Позднее село стало увеличиваться в результате роста рождаемости и в связи с приходом сюда бежавших от гнёта крестьян из Центральной России.

## История
Раньше Макарово было волостным селом. Стояло на самом берегу Хопра, но не далеко. В Макаровскую волость входили деревни Чиганак, Большинки, Старые Гривки, Перевесинка, Колычево.
Село разделялось на «удельных» и «барских».
К «удельщине» относились улицы: Нижняя, Средняя, Почтовая, Верхняя. К «барским» относились улицы : Горная, Шевелевка, Волжанка и Кафтриефка.
Вся земля была собственностью помещиков Орловых, Ловиных, Шевелевых. Больше всех известна помещица Орлова, чье имение находилось в п. Отрадном. В народе её называли «барыня Орлиха». Известна тем, что первой выстроила школу для крестьянских детей, имела при больнице свою лабораторию и оплачивала своим крестьянам больничные листы. Когда представители новой власти пришли к Орловой отбирать имение, крестьяне подняли бунт в защиту барыни. Орлову оставили в покое.
После революции 1917 года некоторое время носило название Пугачевка.
В 1935—1963 годах было центром Макаровского района Саратовской (в 1954—1957 годах — Балашовской) области.

## Население
| 1939 | 2002 | 2010 |
| ---- | ---- | ---- |
| 2702 | ↘861 | ↘821 |

## Улицы
- Горная
- Корнева (до 1972 — Почтовая)
- Красноармейская (до 1972 — Хопёрская)
- Нижняя
- О. Александровой (до 1972 — Верхняя)
- Октябрьская
- Первомайская
- Пугачёвская
- Советская

## Люди, связанные с Макаровом
- Татаринцев Александр Григорьевич — профессор Глазовского педагогического института, филолог
- Степанов Михаил Харисанович — Заслуженный ветеран труда и Великой Отечественной войны.